# Picquigny
Picquigny [pikiňy] je obec v severní Francii, v departementu Somme v regionu Hauts-de-France. V roce 2010 zde žilo 1 357 obyvatel.

## Historie
V lokalitě Les vignes byla galsko-římská obec, kterou archeologové objevili roku 1895. První zmínka je z roku 942, kdy se obec nazývala Pinquigniacum.
29. srpna 1475 smlouvou z Picquigny definitivně ukončili králové Ludvík XI. Francouzský a Eduard IV. Anglický Stoletou válku, která ovšem už roku 1453 fakticky skončila nepsaným příměřím. Francie se zavázala platit 50 tisíc korun ročně, anglický král se zavázel, že nikdy nevstoupí na francouzskou půdu.

### Galerie

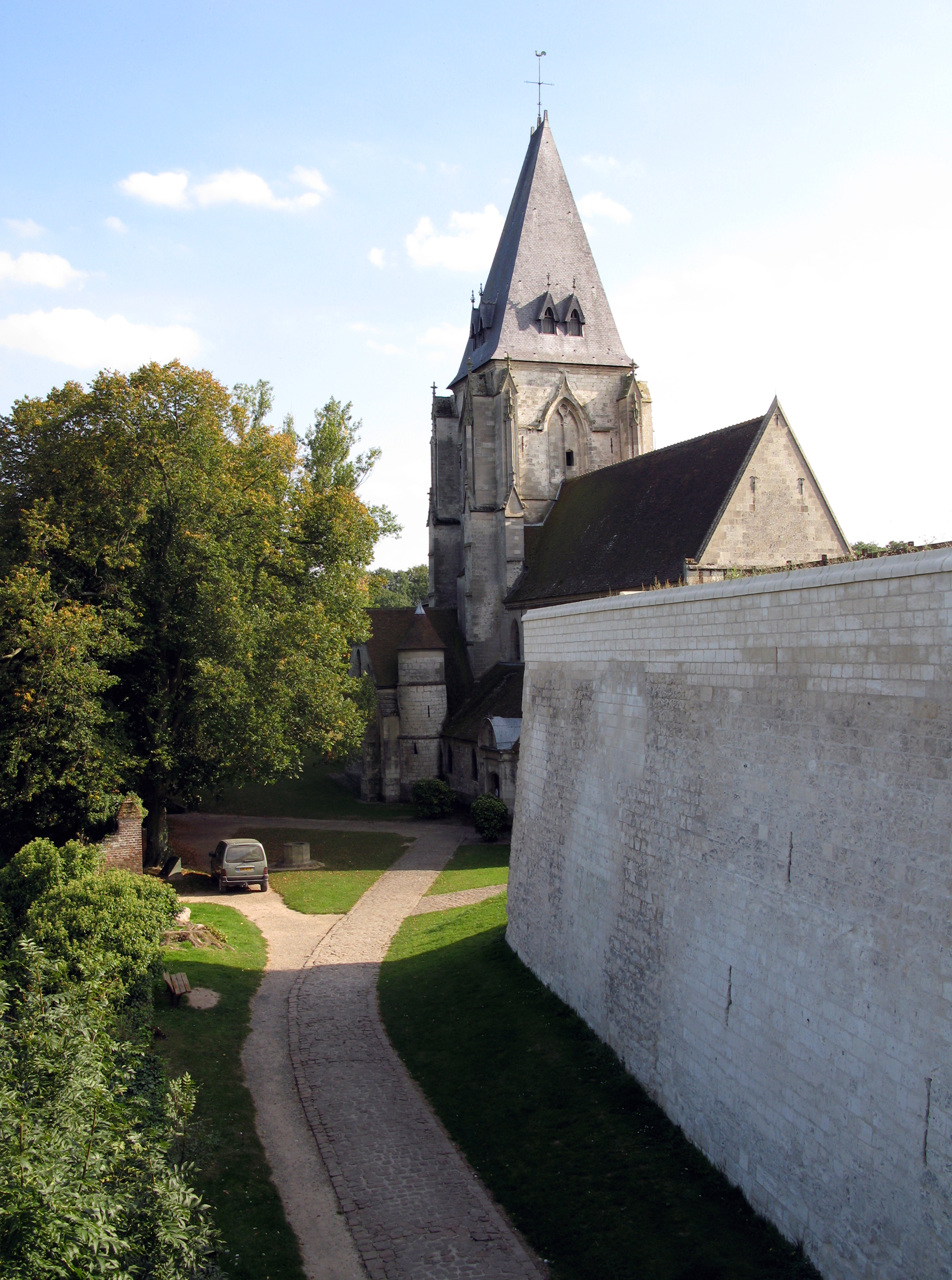
Kostel sv. Martina
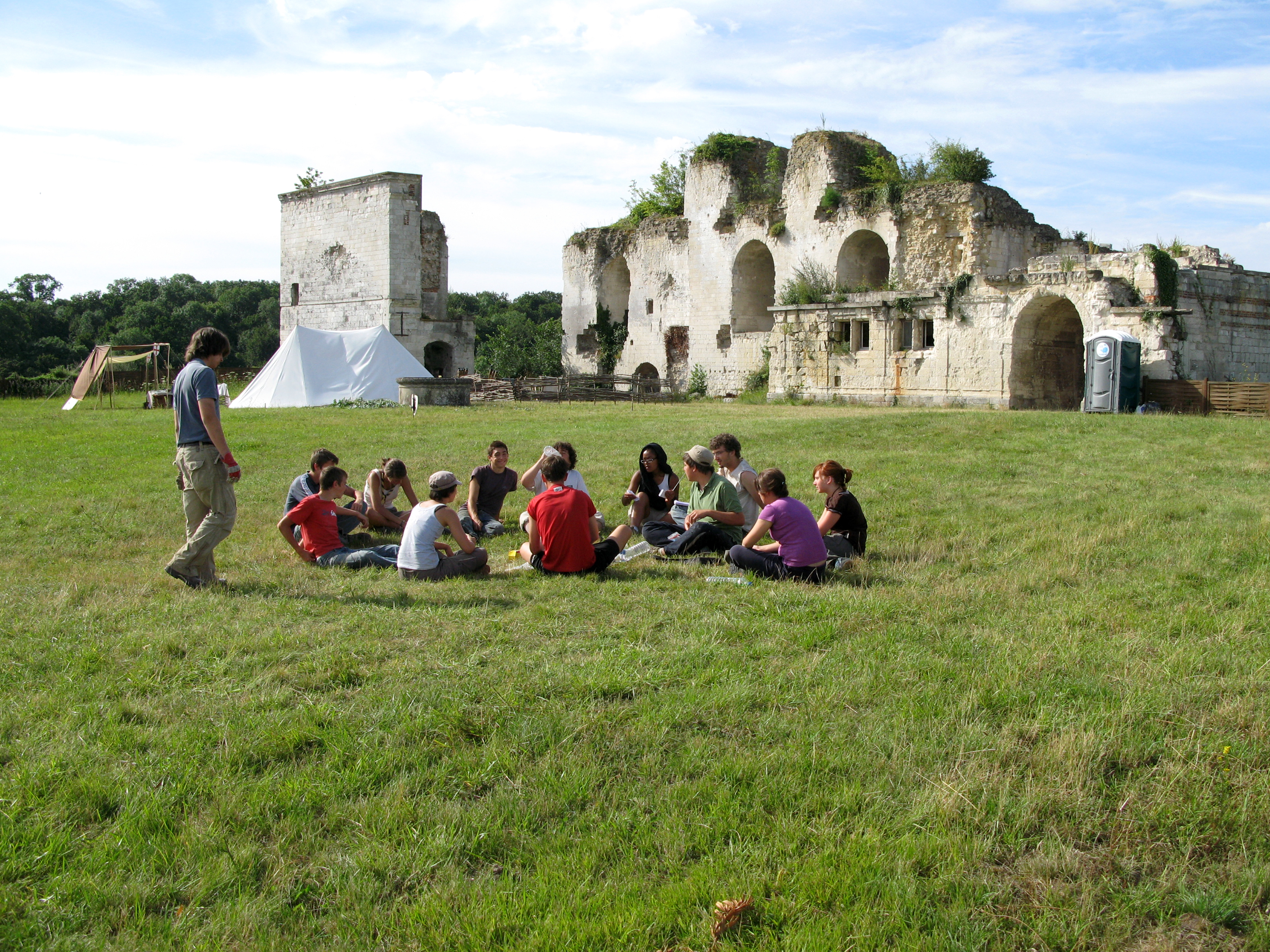
Zříceniny zámku ze 16. stol.